# لا پرایر (تگزاس)
لا پرایر، تگزاس(به انگلیسی: La Pryor, Texas) شهری در ایالت تگزاس، از ایالات جنوبی ایالات متحده آمریکا است. در سرشماری سال ۲۰۰۰، جمعیت این شهر ۱۴۹۱ نفر اعلام شد.